# گنادی کووالف
گنادی کووالف (روسی: Геннадий Геннадиевич Ковалёв؛ زادهٔ ۱۷ مهٔ ۱۹۸۳) بوکسور اهل روسیه است.